# Hipacy Pociej
Pour les articles homonymes, voir Hypace.
Hypacy Pociej (en biélorusse : Іпацій Пацей, en polonais : Hipacy Pociej, en ukrainien : Іпатій Потій ; 12 août 1541 - 18 juillet 1613) était le métropolite de Kiev et Galicie de 1599 à sa mort en 1613. Il a joué un rôle actif dans l'union de Brest en 1595, dont il était un fervent partisan. Il était également écrivain, polémiste et théologien.

## Jeunesse
Adam Tyczkowicz est né le 12 avril 1541 d'une famille noble. Son père, Lev Tyczkowicz, était scribe de la reine de Pologne (Anna Jagellon). Après le décès de son mari, vers 1550, sa mère, Anna Łosa, épousa le gouverneur de la région de Smolensk. Le prince Mikolaj Radziwill se chargea de son éducation et l'envoya dans une école calviniste puis à l’université Jagellonne de Cracovie. En 1572, Adam était secrétaire du roi Sigismund II et en 1580, il était juge à Brest. En 1588, il était châtelain de Brest et sénateur de la république des Deux Nations. 
Dans sa jeunesse, sous l'influence du prince Radziwill, Adam se convertit au calvinisme mais, vers 1574 revient à l'Église orthodoxe. La même année, il épouse Anna, de la famille ducale des Hołowniów-Ostrożeckich, avec qui il a six enfants. 

## Évêque
Après la mort de sa femme en 1592, il choisit de devenir moine, prenant le nom religieux d' Ipati (Hypace). Grâce au soutien du prince Konstanty Wasyl Ostrogski, un de ses amis proches, il fut nommé évêque de l'éparchie de Volodymyr-Brest en 1593 et fut consacré évêque le 6 juin 1593  par Mykhajlo Rohoza. 
Hypatius a joué un rôle crucial dans l’établissement de l’union de Brest, grâce à laquelle l’Église ruthène est passée de la juridiction du patriarcat de Constantinople à la juridiction du pape, formant ainsi l’ église uniate ruthène. En fait, il se rendit à Rome avec l'évêque de Loutsk Cyril Terlecki pour porter au pape Clément VII la pétition signée par les évêques de Brest le 12 juin 1595, demandant l'union; ils arrivèrent à Rome le 25 novembre 1595, obtinrent l'approbation du pape aux conditions que le rite byzantin, les pratiques liturgiques et le non-usage du filioque seraient préservés et retournèrent à Loutsk en mars 1596. 

## Métropolite

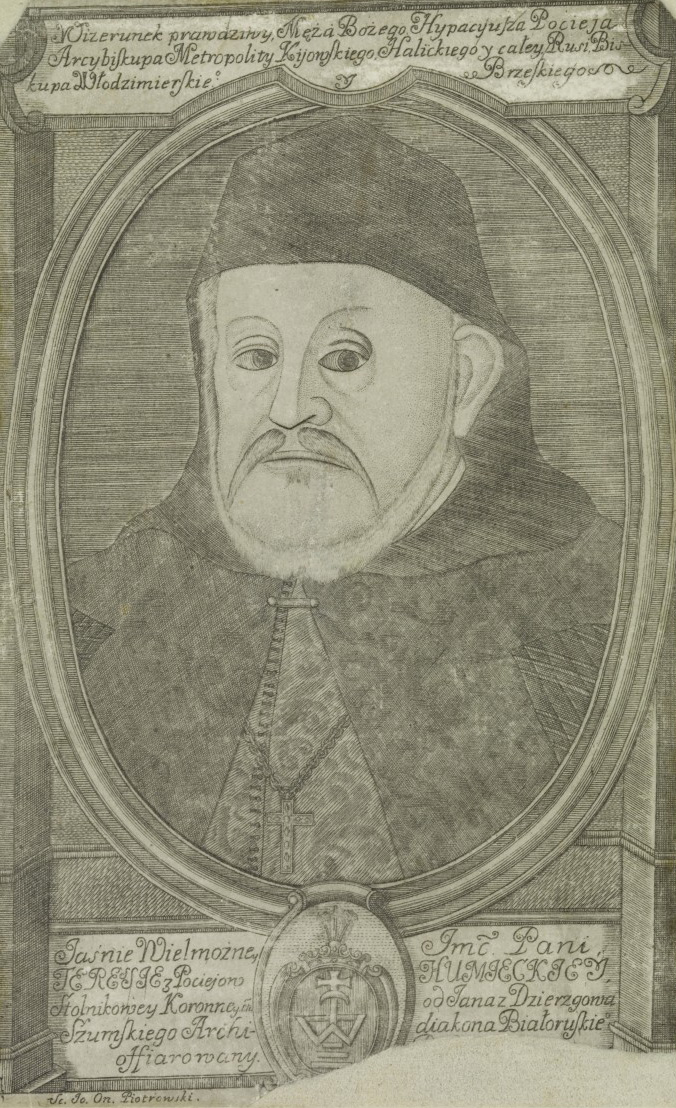
Ipaci Paciej (gravure du XVIIIe tirée de Wizerunek prawdziwy, Męża Bożego Hypacyusza Pocieja Arcybiskupa Metropolity Kijowskiego, Halickiego...)

Hypatius Pociej a été nommé nouveau métropolite de Kiev en août 1599 par la volonté du roi Sigismund III Vasa  et confirmé par le pape Clément VIII le 15 novembre 1600. En 1601, il fonda un séminaire et le 3 mars 1605, il fut officiellement reconnu comme seul métropolitain de rite byzantin de la république des Deux Nations . 
Le 11 juillet 1609, des orthodoxes opposés à l'Union de Brest tentèrent de l'assassiner, mais sans succès. En 1611, il réussit à nommer également un évêque favorable à l'Union de Brest dans l'éparchie de Przemyśl. Il a également travaillé sur la restructuration de l'ordre de Saint Basile le Grand. Potii mourut le 8 juillet 1613 à Volodymyr-Volynsky et fut enterré dans la cathédrale de cette ville. 

## Œuvres
Hypatius Pociej était également écrivain, polémiste et théologien. Parmi ses œuvres figurent:  
- L'Union, ou exposition des articles ayant trait à l'union de l'Église grecque avec l'Église romaine (1595).
- "Antirysis" (L'Anti-Discours) (1599).
- Défense du Conseil de Florence (1603).
- Harmonie entre l'Église d'Orient et l'Église romaine (1608)[1]. Une traduction d'un extrait en français se trouve dans l'Anthologie de la littérature ukrainienne du XIe au XXe siècle, Paris-Kiev, 2004, p. 65-69.
- de nombreuses lettres, notamment à Lew Sapieha et à Konstanty Wasyl Ostrogski .
- des sermons, traduits par L. Kichka et publiés en polonais en 1714.
- l'édition des versions latines et ruthènes de la dépèche du métropolite Myssaïl Pstroutch à Sixte IV, avec sa traduction en polonais et des commentaires.